# Wielkość bezwymiarowa
Wielkość bezwymiarowa, wielkość niemianowana – wielkość, której nie towarzyszy żadna jednostka miary, wyrażana po prostu liczbą. Tak podawane są na przykład: względna masa atomowa pierwiastka chemicznego, miara łukowa kątów, ułamek masowy stężenia mieszaniny, niepewność względna pomiaru.